# Артёмцев, Александр Дмитриевич
Алекса́ндр Дми́триевич Артёмцев (1910 — 6 ноября 1944) — участник Великой Отечественной войны, стрелок 263-го гвардейского стрелкового полка 86-й гвардейской стрелковой дивизии 46-й армии 2-го Украинского фронта, Герой Советского Союза (24.03.1945), гвардии красноармеец.

## Биография
Родился в 1910 году в городе Одессе в семье рабочего. Русский. Образование неполное среднее. Работал кочегаром на электростанции.

## Великая Отечественная война
В Красной армии с 1941 года. С июня 1941 года на фронте. Участник героической обороны Одессы. В бою на подступах к Одессе Артёмцев был ранен и захвачен в плен.

### Партизанское движение
Вскоре он бежал из пересылочного лагеря. Осенью 1941 года, возвратившись в родной город, Артёмцев связался с партизанами, которые скрывались в одесских катакомбах.
Почти два с половиной года находился Артёмцев в партизанах, в составе диверсионной группы. Патриоты взрывали железнодорожные мосты, поджигали бензохранилища, совершали налёты на автоколонны, способствуя своими действиями освобождению Одессы от гитлеровских захватчиков.

### 3-й Украинский фронт
9 апреля 1944 года войска 3-го Украинского фронта вступили в город. 11 апреля 1944 года Артёмцев — снова в рядах Красной армии, в 86-й гвардейской стрелковой дивизии. В её составе гвардии красноармеец Артёмцев участвовал в боях с захватчиками на Украине, в Молдавии, Румынии и Венгрии. При форсировании реки Тисы Артёмцев вместе с другими бойцами вплавь переправился на занятый врагом берег, заставив фашистов бежать.
На подступах к Будапешту, в районе венгерского села Мате, фашисты создали сильный оборонительный рубеж. Наступление наших подразделений приостановилось, они вынуждены были перейти к обороне. Всю ночь стрелки рыли окопы, а артиллеристы оборудовали огневые позиции для пушек.
На рассвете 6 ноября 1944 года на высоту, где находился с бойцами Артёмцев, противник обрушил шквал снарядов и мин. Вскоре появились фашистские танки с автоматчиками. Первыми открыли по ним огонь наши артиллеристы. Затем бронебойщики подбили танк, загорелись 2 вражеских бронетранспортёра — один из них поджёг противотанковой гранатой гвардии рядовой Артёмцев.
Первая атака немцев захлебнулась, оставшиеся танки и бронетранспортёры повернули назад. Но через полчаса фашисты возобновили контратаку. Снова ударила артиллерия врага. Теперь фашисты бросили в бой до двух десятков танков и до батальона пехоты. Врагам удалось обойти высоту с флангов и окружить стрелковую роту. Наши бойцы на высоте несли потери, Артёмцева ранило в правую руку.

## Подвиг
Вражеские танки приближались к окопам. У артиллеристов кончились снаряды, противотанковые пушки беспомощно молчали. Наши стрелки дрогнули. Тогда Артёмцев с двумя противотанковыми гранатами в левой руке выполз из окопа и бросился под гусеницы фашистского тяжёлого танка. В результате взрыва, от полученных ранений Артёмцев погиб.
Указом Президиума Верховного Совета СССР от 24 марта 1945 года за образцовое выполнение боевых заданий командования на фронте борьбы с немецко-фашистскими захватчиками и проявленные при этом исключительный героизм и самопожертвование гвардии рядовому Александру Дмитриевичу Артёмцеву было посмертно присвоено звание Героя Советского Союза.
Был похоронен рядом с местом последнего боя на кладбище хутора Матэ-Кучера (ныне в составе села Чевхараст, медье Пешт, Венгрия).

## Награды
- Медаль «Золотая Звезда» Героя Советского Союза
- Орден Ленина

## Память
- В Будапеште на горе Геллерт стоит памятник воинам Советской Армии — освободителям. На нём выбиты имена советских воинов, павших в боях на территории Венгрии. Среди них и имя одесского рабочего Александра Артёмцева.
- Приказом Министра обороны СССР А. Д. Артёмцев навечно зачислен в списки личного состава воинской части.